# Armand Călinescu
Armand Călinescu (4. června 1893 Pitești – 21. září 1939 Bukurešť) byl rumunský ekonom a politik, který byl 39. premiérem Rumunska od března 1939 do své smrti o šest měsíců později. Byl tvrdým protivníkem fašistické Železné gardy a asi skutečným vládcem země během diktatury krále Karla II. Přežil několik pokusů o atentát, ale nakonec jej zabili příslušníci Železné gardy s německou pomocí. Po jeho smrti převzal post premiéra Gheorghe Argeșanu, Călinescův příznivec, který také nechal popravit jeho atentátníky.